# Lovell Rousseau
Lovell Harrison Rousseau (Stanford, 4 agosto 1818 – New Orleans, 7 gennaio 1869) è stato un generale, politico e avvocato statunitense.

## Biografia

### I primi anni e la carriera
Nato a Stanford (Kentucky) il 4 agosto 1818, Rousseau frequentò la scuola pubblica. Suo padre, David Rousseau, vi aveva trasferito la famiglia attraversando gli Appalachi, provenendo dalla Virginia, ma ebbe difficoltà nell'assicurare un equilibrio economico. Nel 1833 il fratello maggiore di Lovell aveva già lasciato casa, e suo padre morì di colera mentre tentava di spostare la famiglia verso nuove mete. Lovell e suo fratello maggiore dovettero scavare personalmente la fossa per la tomba del genitore lungo la strada, e poco dopo, furono costretti a vendere gli schiavi di famiglia per coprire i debiti.
Lovell iniziò quindi a lavorare per un'azienda di strade ferrate del Midwest. Determinato a crescere, studiò grammatica, matematica e francese, tornando nel Kentucky dove approfondì la materia legislativa a Louisville per diversi mesi. Nel 1841, venne ammesso ai tribunali dell'Indiana ed iniziò la sua pratica come avvocato, in associazione a suo fratello minore Richard Hillaire Rousseau nello studio di James I. Dozier a Bloomfield. Entrambi i fratelli sposarono delle figlie di Dozier: Richard sposò Mary E. Dozier nel 1839, mentre Lovell sposò Maria A. Dozier nel 1843.
Lovell concorse con successo alla Camera dei Rappresentanti dell'Indiana nel partito Whig nel 1844, e nel 1846 ottenne il grado di capitano quando si arruolò nell'esercito statunitense nella guerra messico-statunitense e venne incaricato di organizzare una compagnia di volontari che poi guidò nella battaglia di Buena Vista, distinguendosi per le proprie azioni.
Tornato dalla guerra, ottenne un seggio al senato dell'Indiana e continuò la sua carriera di avvocato con successo.
Trasferitosi definitivamente a Louisville, servì nel senato del Kentucky dal 1860 al 1861.

### La guerra civile americana
Con lo scoppio della guerra civile americana, Rousseau decise di schierarsi con gli unionisti. Si dimise dal suo seggio al senato nel giugno del 1861 e nuovamente si impegnò nel corpo dei volontari. Pur incontrando l'opposizione di molte delle figure chiave della politica del Kentucky, riuscì ad organizzare due reggimenti composti interamente da abitanti del Kentucky, a Camp Joe Holt, oltre il fiume Ohio da Louisville e a Jeffersonville. Questi reggimenti divennero noti come Legione di Louisville. Con l'aiuto di un battaglione della Louisville Home Guard, i reggimenti salvarono Louisville dalla conquista da parte delle truppe confederate. Lovell venne nominato colonnello del 5º reggimento volontari del Kentucky nel settembre del 1861 e venne poi promosso brigadiere generale dei volontari annessi al comando dell'armata del generale Ormsby M. Mitchel.

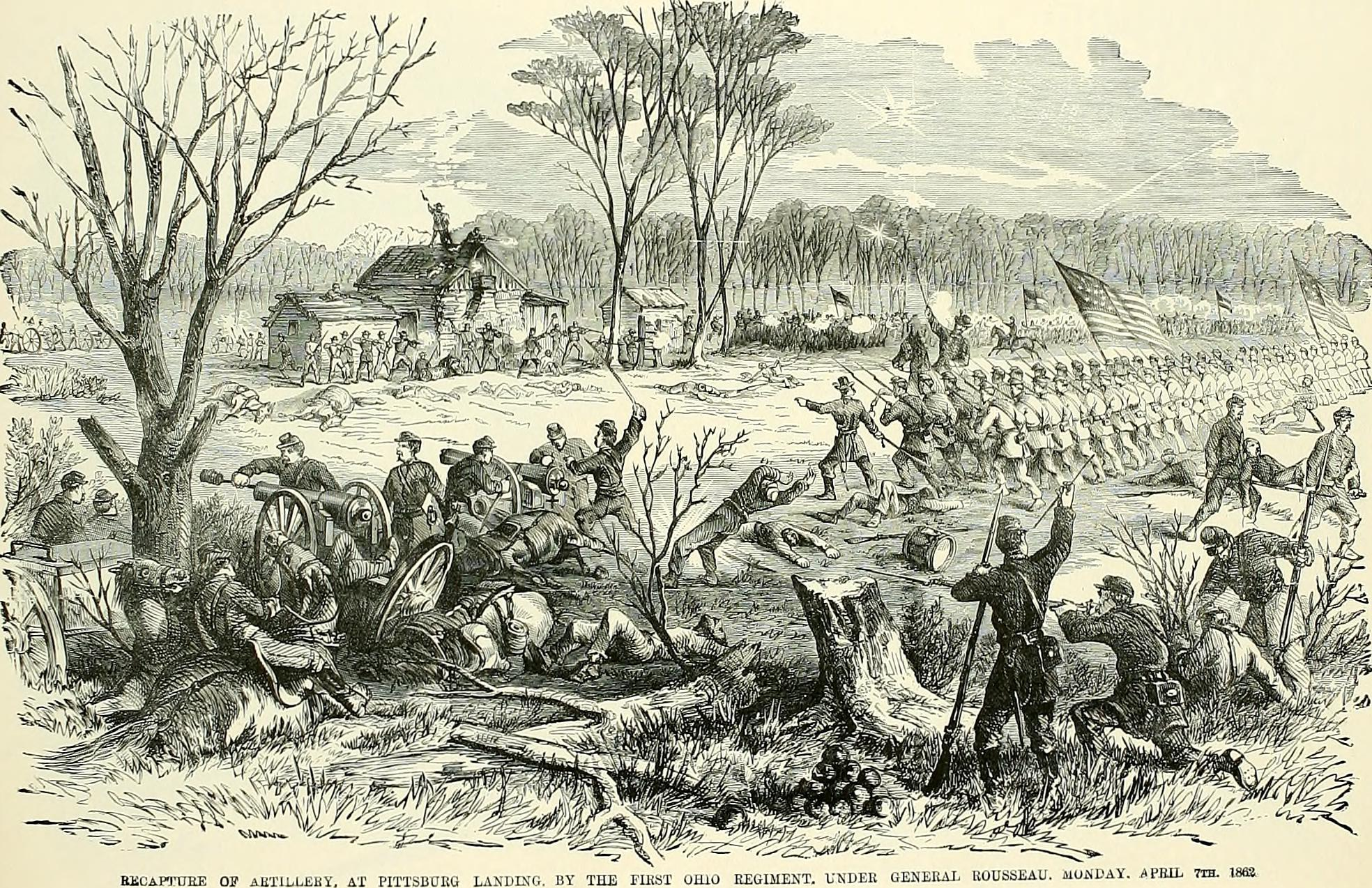
Ricattura dei cannoni a Pittsburg Landing, 7 aprile 1862

Successivamente, Rousseau venne promosso al rango di maggiore generale dei volontari. Prestò servizio con valore nelle battaglie di Shiloh, Stones River, nella battaglia di Hoover's Gap nella campagna di Tullahoma e nei movimenti attorno a Chattanooga. Dal novembre del 1863 sino alle sue dimissioni due anni più tardi, Rousseau ottenne il comando della piazza di Nashville, conducendo inoltre diversi raid lungo la Montgomery and West Point Railroad nel luglio del 1864.

### La camera dei rappresentanti e l'assalto a Josiah B. Grinnell
Rousseau venne eletto nell'Unconditional Union Party alla Camera dei Rappresentanti degli Stati Uniti nel 1864 rimanendo in carica dal 1865 al 1866. Come ex ufficiale d'esercito, fu membro della Commissione Affari Militari. Nel giugno del 1866 le relazioni tra Rousseau ed il congressista Josiah Bushnell Grinnell divennero sempre più tese. I due avevano avuto una serie di diverbi in aula su questioni economiche di stato, e i diverbi si tramutarono ben presto in una campagna diffamatoria senza mezzi termini con Grinnell che iniziò a far circolare l'idea che la condotta militare di Rousseau all'epoca della guerra non fosse stata irreprensibile.
Il 14 giugno 1866, Rousseau avvicinò Grinnell presso il portico orientale dell'United States Capitol dopo una sessione del congresso, e disse a Grinnell che si attendeva delle scuse per gli insulti ricevuti. Grinnell rispose di non sapere a cosa si stesse riferendo, e Rousseau perse le staffe e lo colpì ripetutamente con il manico di ferro del suo bastone di rattan sino a quando questo si ruppe, colpendo al volto, alla mano e a una spalla. Grinnell si allontanò con le sue gambe, ma non mancò di informare il congresso di quanto accaduto e pertanto venne aperta una commissione d'inchiesta per investigare le cause dell'incidente. Tale commissione era composta da Nathaniel P. Banks, Henry J. Raymond, Rufus P. Spalding, M. Russell Thayer e da John Hogan. Rousseau ottenne una reprimenda per le sue azioni e dopo breve si dimise. Venne rieletto l'anno successivo ma rimase in servizio solo sino al 1867.

### Gli ultimi anni
Dopo aver lasciato la Camera dei Rappresentanti, Roussea venne nominato generale di brigata nell'esercito statunitense col brevetto di maggiore generale ed assegnato in Alaska dal 27 marzo 1867. Il generale Rousseau ebbe un ruolo chiave nell'acquisto dell'Alaska dall'Impero russo da parte degli Stati Uniti il 18 ottobre 1867, data oggi festeggiata come giornata nazionale. Il 28 luglio 1868, gli venne affidato il comando militare del dipartimento della Louisiana. Morì a New Orleans il 7 gennaio 1869, mentre ancora si trovava in carica e venne sepolto nel cimitero di Cave Hill a Louisville; nel 1892, sua moglie fece trasferire il suo corpo all'Arlington National Cemetery.